# Homophylax crotchi
Homophylax crotchi är en nattsländeart som beskrevs av Banks 1920. Homophylax crotchi ingår i släktet Homophylax och familjen husmasknattsländor. Inga underarter finns listade i Catalogue of Life.